# Campo de concentración Welzheim
El campo de concentración nazi KZ Welzheim se encontraba en la ciudad Welzheim de la región de Württemberg, a 30 km al este de Stuttgart.

## Campo de concentración
La Gestapo de Stuttgart requisó la antigua cárcel que se encontraba fuera de uso en Welzheim para instalar en ella un campo de concentración en el que encerraba a personas mientras determinaba lo que se había de hacer con ellas, siendo así en un principio una ampliación de la cárcel policíaca de Stuttgart. En la terminología nazi, este campo nunca fue calificado como “KZ” (abreviación de “campo de concentración”) sino como “Polizeigefängnis” (cárcel de policía). 
El complejo requisado se encontraba construido en un solar urbano de unos 1500 m², rodeado de casas habitadas. El edificio principal era de construcción rectangular y constaba de tres pisos de altura.
Había sido edificado hacia 1820 como cárcel. Existía un edificio destinado a comandancia y dependencias de los carceleros así como otro que era un sencillo almacén. El solar estaba rodeado con una muralla de cinco metros de altura. 
Fue creado como campo de concentración en 1935 y abandonado en abril de 1945. Debido a que tanto la Gestapo de Stuttgart como la comandancia de este campo quemó sus archivos en abril de 1945, existe muy poca documentación sobre él.
El primer recluso fue Karl Bergmann y recibió el número 1 en el registro. Para la mayoría de las personas que fueron recluidas en este campo, su estancia fue de corta duración, ya que para muchos fue antesala del campo de concentración de Dachau. Pero un pequeño grupo de presos estuvo siempre encarcelado en él ya que la dirección estableció, empleando el almacén, una carpintería. Esta iniciativa tuvo lugar al ser encarcelado Friedrich Schlotterbeck, joven dirigente comunista y que hasta la llegada al poder de Hitler había sido ebanista en la fábrica Mercedes Benz, época en la que el interior de los lujosos coches fabricados en esta fábrica contenía madera de gran calidad y trabajada con esmero. Aprovechando los conocimientos de este preso y de otros que de él pronto aprendieron a trabajar la madera, en la carpintería se fabricaron muebles de oficina para comandancias de otros campos de concentración, oficinas nazis e, incluso, para engrosar el mobiliario de las viviendas particulares de dirigentes del partido NSDAP. 

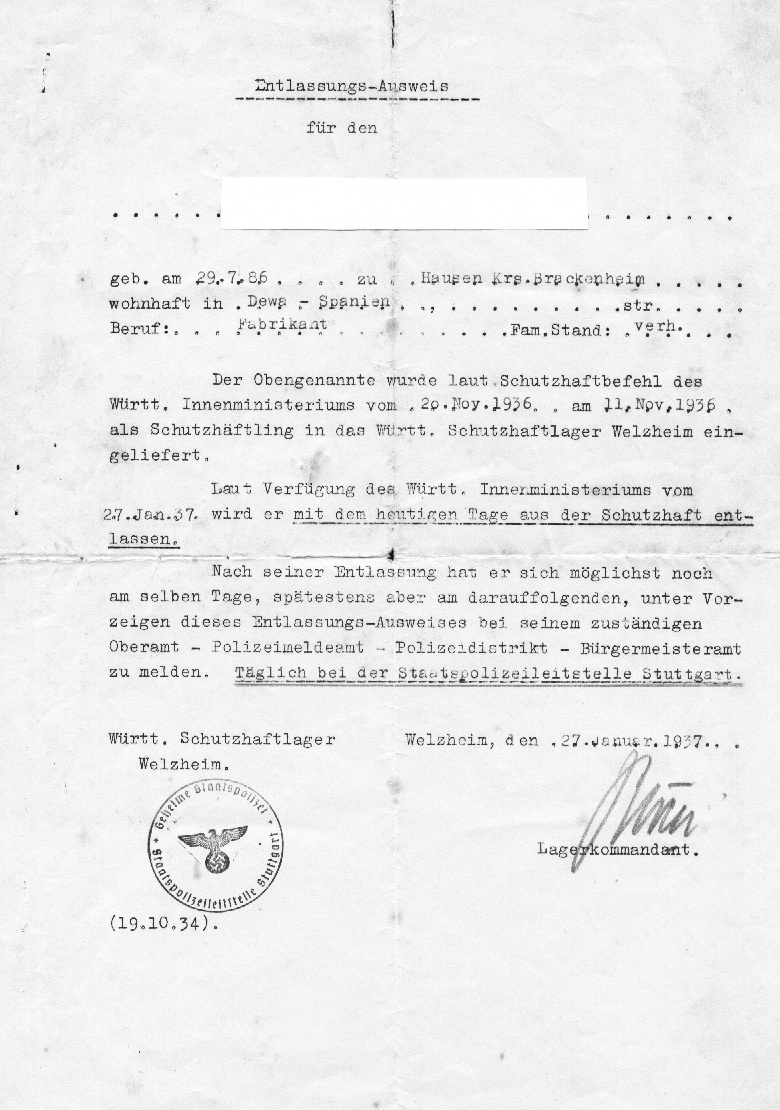
Documento de puesta en libertad de un recluso el 27.1.1937.

Comenzada la Segunda Guerra Mundial, al llegar soldados rusos prisioneros a trabajar para los agricultores de la comarca de Welzheim, no dependieron de este campo, pero sus carceleros fueron encargados de fusilar en el cementerio de la ciudad a varios soldados rusos. En la carpintería se fabricaron, pedidos por otros campos de concentración, sencillos patíbulos para ahorcar. 

## Desmantelamiento
Al acercarse las tropas aliadas a Württemberg, el campo fue evacuado el 25 de abril de 1945, tras recibir orden de la Gestapo de Stuttgart de quemar los archivos y conducir a los reclusos por caminos poco transitados hacia el lago Constanza, a la espera de recibir órdenes sobre donde debían ser entregados. Durante la marcha hacia el sur, para fomentar el terror y evitar la fuga de presos, algunos fueron fusilados indiscriminadamente. No llegando nuevas órdenes de la Gestapo de Stuttgart pero sí la noticia de la muerte de Hitler, los carceleros se dieron a la fuga, abandonando a los presos durante la marcha.

## Comandantes
Karl Buck puso en marcha el campo y estuvo al frente de él desde 1935 a 1940. Tenía el número SS-490187 y había sido teniente del ejército alemán durante la Primera Guerra Mundial. No existen testimonios de que efectuase torturas personalmente pero sus insultos dirigidos en algún momento a un preso eran una orden expresa para que sus ayudantes apaleasen, no sólo al preso insultado sino a cuanto preso se encontraba en la cercanía. A partir de 1940 tuvo responsabilidades en campos de concentración abiertos por los nazis en Francia, siendo condenado a tres penas de muerte por tribunales aliados al finalizar la guerra. La condena fue conmutada a cadena perpetua pero fue puesto en libertad en 1955. Volvió a Alemania y montó una granja de crianza de gallinas. Le sucedió en la comandancia Herbert Eberle, de 1940 a 1945, que pertenecía a la SS desde 1934 y era carcelero en Welzheim desde que se creó el campamento. Sobre él existían testimonios de realizar personalmente torturas. Hecho preso al finalizar la guerra, se suicidó en 1949 cuando aún no había sido juzgado.

## Testigos
Dos personas que estuvieron largo tiempo presos en Welzheim, Julius Schätzle y Friedrich Schlotterbeck, publicaron sus recuerdos sobre sus estancias en él, testimoniando con gran precisión el funcionamiento del campo.

## Welzheim durante la existencia del campo
La ciudad se encuentra situada en una zona boscosa de gran belleza por lo que era visitada por excursionistas de la cercana Stuttgart. Durante el verano, las posadas estaban ocupadas por veraneantes y muchas familias alquilaban habitaciones de sus casas para personas que deseaban pasar días de vacaciones tranquilas y económicas. Con la instalación del campo de concentración dentro de la localidad, lo que hacía posible que personas que paseaban cerca del campo pudiesen oír los gritos que daban los presos cuando eran maltratados, hizo que la ciudad fuese evitada por excursionistas y veraneantes. Según testimonios recogidos después de la guerra, los pocos habitantes de Welzheim que se atrevieron a quejarse por el daño económico que el campo de concentración estaba causando a sus habitantes, fueron represaliados.

## El campo hoy
El edificio destinado a cárcel fue derribado en 1954, construyéndose allí una posada. El edificio que albergó la comandancia y a los carceleros ha sido remodelado y alberga las dependencias de la policía local. Existe en él una placa muy modesta que da noticia de que allí existió un campo de concentración.